# Orlando H. Manning
Orlando Harrison Manning (* 18. Mai 1847 in Abington, Wayne County, Indiana; † 19. September 1909 in Atlantic City, New Jersey) war ein US-amerikanischer Politiker. Zwischen 1882 und 1886 war er Vizegouverneur des Bundesstaates Iowa.

## Werdegang
Zu einem unbekannten Zeitpunkt kam Orlando Manning mit seiner Familie nach Iowa. Nach einem Jurastudium und seiner Zulassung als Rechtsanwalt begann er in Carroll in diesem Beruf zu arbeiten. Gleichzeitig schlug er als Mitglied der Republikanischen Partei eine politische Laufbahn ein. Zwischen 1876 und 1880 saß er als Abgeordneter im Repräsentantenhaus von Iowa.
An der Seite von Buren Sherman wurde er zum Vizegouverneur von Iowa gewählt. Dieses Amt bekleidete er zwischen 1882 und 1886. Dabei war er Stellvertreter des Gouverneurs und Vorsitzender des Staatssenats. Nach dem Ende seiner Zeit als Vizegouverneur praktizierte er wieder als Anwalt. Diesen Beruf übte er in Denver, Topeka, Chicago und New York City aus. Er starb am 19. September 1909 in Atlantic City.